# Mill en Sint Hubert

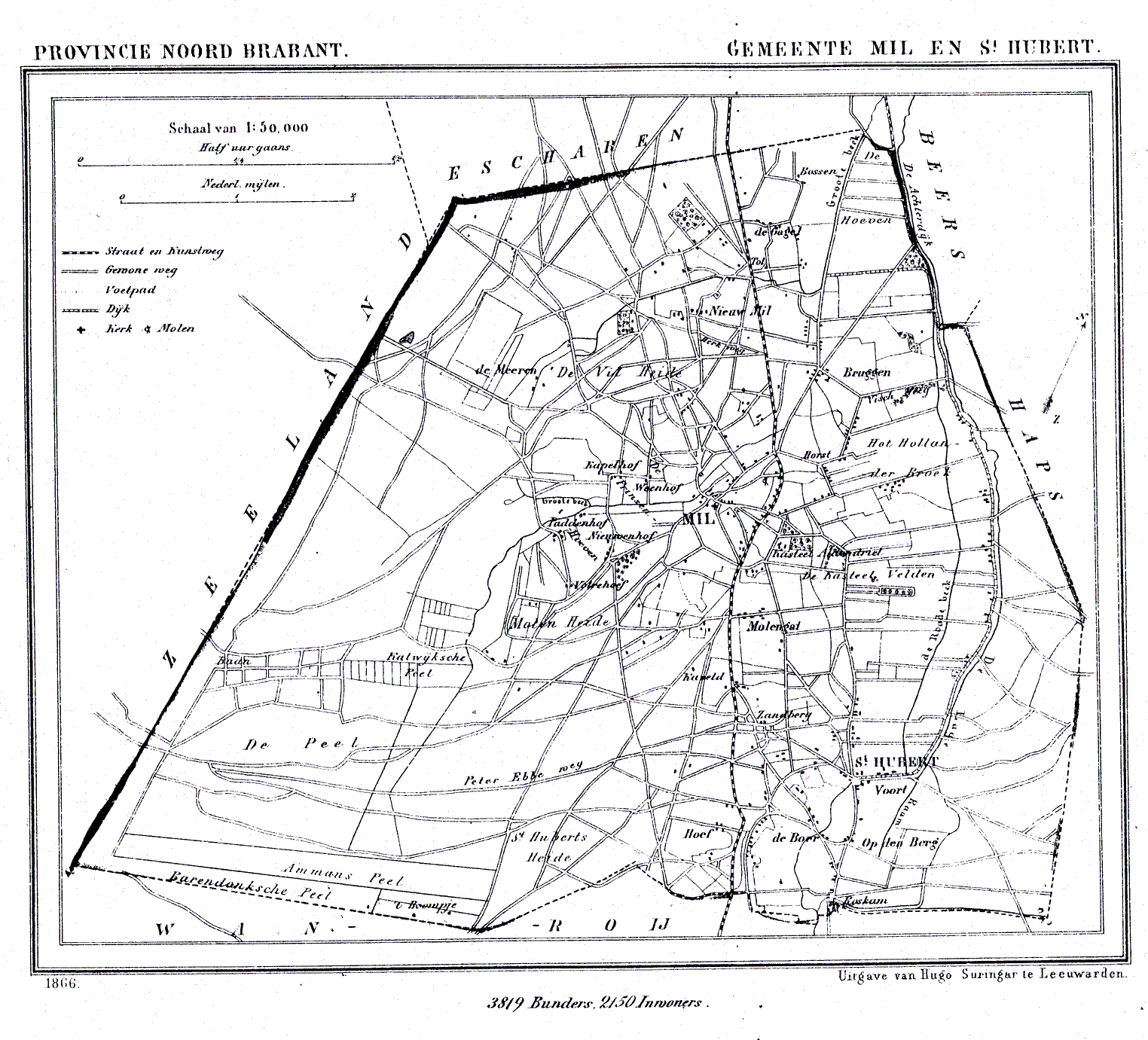
Mill en Sint Hubert in 1866

Mill en Sint Hubert (uitspraakⓘ) was een gemeente in de Nederlandse provincie Noord-Brabant. De voormalige gemeente telde 11.038 inwoners (1 juli 2021, bron: CBS) en had een oppervlakte van 51,04 km² (waarvan 0,25 km² water). Op 1 januari 2022 hield de gemeente Mill en Sint Hubert op te bestaan en ging per die datum op in de gemeente Land van Cuijk, samen met de voormalige gemeentes Boxmeer, Grave, Cuijk en Sint Anthonis.

## Kernen
Mill (gemeentehuis), Langenboom, Sint Hubert en Wilbertoord.  Daarnaast een aantal gehuchten zoals Molenheide, Borneo, Bruggen, De Gagel, Zuid Carolina en De Dellen.

### Topografie
Topografische gemeentekaart van Mill en Sint Hubert

## Gemeenteraad
Hieronder staat de verdeling van gemeenteraadszetels van 1998 tot en met 2021:
| Gemeenteraadszetels   | Gemeenteraadszetels | Gemeenteraadszetels | Gemeenteraadszetels | Gemeenteraadszetels | Gemeenteraadszetels | Gemeenteraadszetels |
| Partij                | 1998                | 2002                | 2006                | 2010                | 2014                | 2018                |
| --------------------- | ------------------- | ------------------- | ------------------- | ------------------- | ------------------- | ------------------- |
| CDA                   |                     |                     | 4                   | 4                   | 4                   | 7                   |
| VierKernenPartij      |                     |                     | 3                   | 4                   | 5                   | 4                   |
| Algemeen Belang '90   |                     |                     | 4                   | 5                   | 4                   | 4                   |
| Dorpslijst Langenboom |                     |                     | 2                   | 2                   | 2                   | -                   |
| PvdA                  |                     |                     | 2                   | -                   | -                   | -                   |
| Totaal                |                     |                     | 15                  | 15                  | 15                  | 15                  |
| Opkomst               |                     |                     | 63,75%              | 59,52%              | 58,73%              | 61,34%              |

## Cultuur

### Gemeentewapen
Op 20 februari 1816 werd aan Mill het volgende gemeentewapen gegeven door de Hoge Raad van Adel: “Zijnde van lazuur beladen met Sint Willibrordus van goud”. De heilige Willibrord was toen al de beschermheilige van Mill.

### Kunst in de openbare ruimte
In de gemeente zijn diverse beelden, sculpturen en objecten geplaatst in de openbare ruimte, zie:
- Lijst van beelden in Mill en Sint Hubert

## Galerij

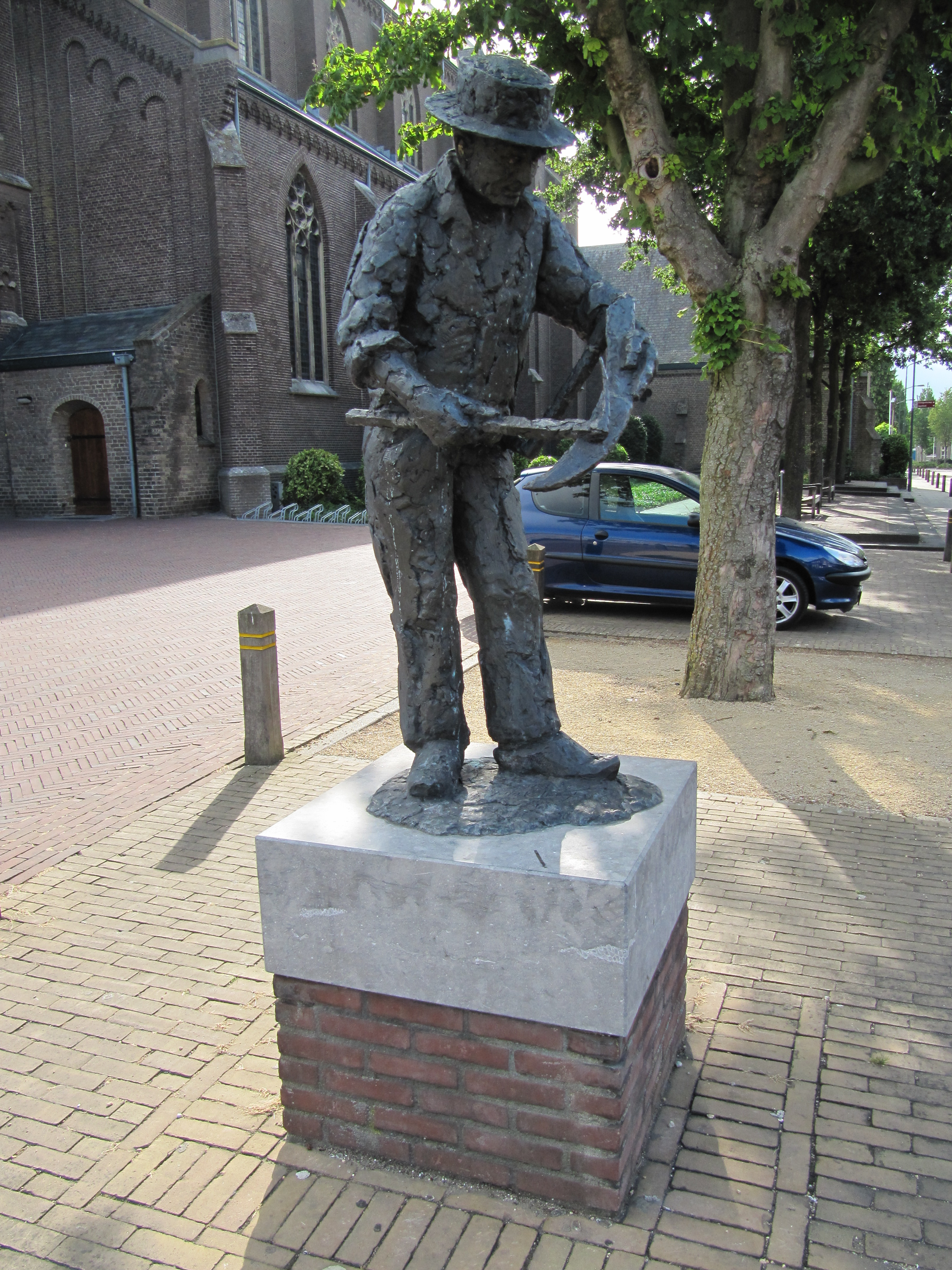
De Millse Maaier van Niek van Leest
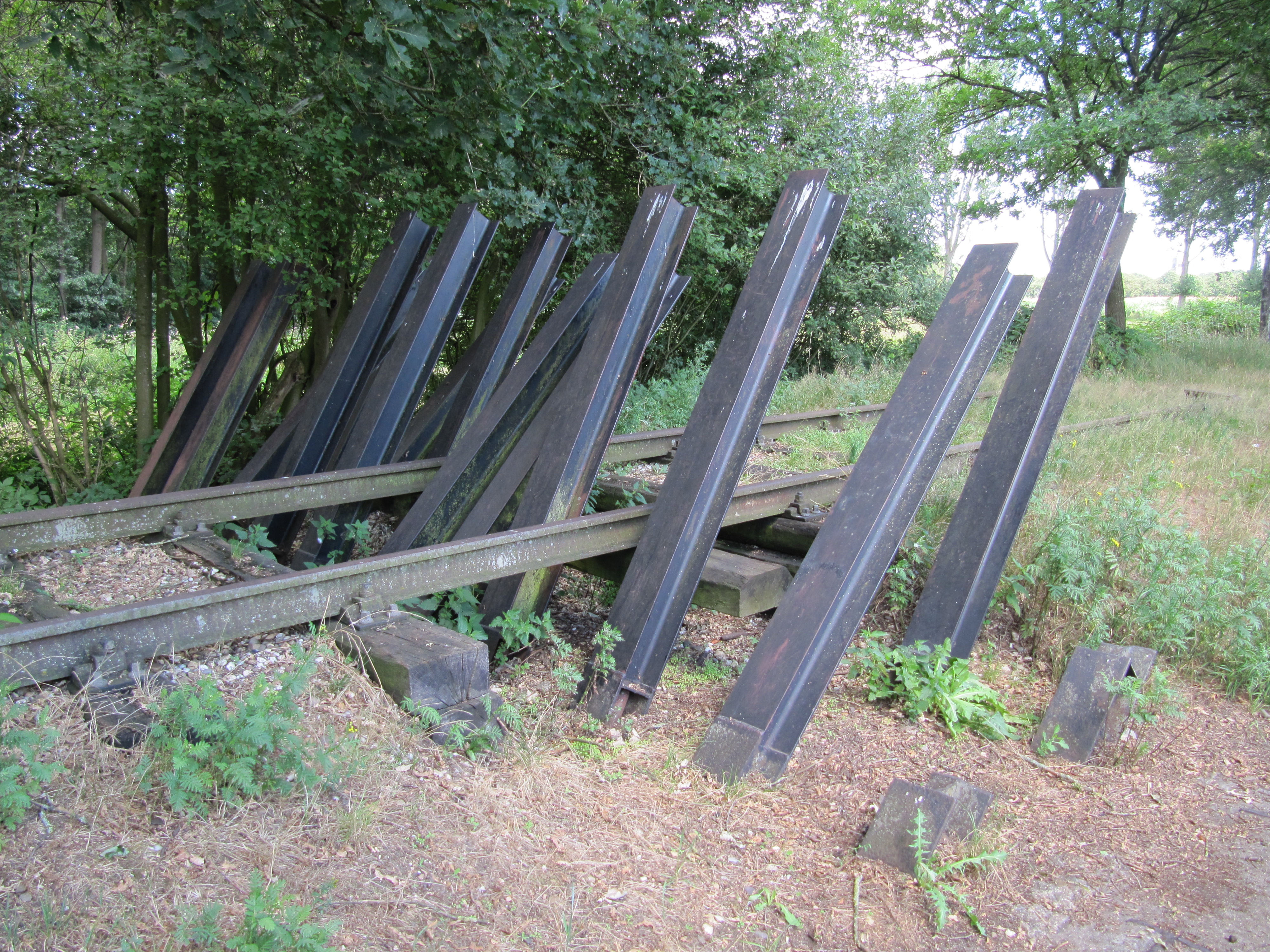
Spoorwegmonument ter nagedachtenis aan de Nederlandse slachtoffers van de Tweede Wereldoorlog, Het monument is een replica van de aspergeversperring, waarmee een Duitse trein ontspoord werd

## Aangrenzende gemeenten
| Aangrenzende gemeenten | Aangrenzende gemeenten | Aangrenzende gemeenten | Aangrenzende gemeenten | Aangrenzende gemeenten |
| ---------------------- | ---------------------- | ---------------------- | ---------------------- | ---------------------- |
| Landerd                |                        | Grave                  |                        | Cuijk                  |
|                        |                        |                        |                        |                        |
|                        |                        |                        |                        |                        |
|                        |                        |                        |                        |                        |
| Uden                   |                        | Sint Anthonis          |                        |                        |